# Francesco Caza
Francesco Caza (auch Francesco Cacia, * 15. Jahrhundert; † 15. oder 16. Jahrhundert) war ein italienischer Musiktheoretiker. Er war aktiv in Mailand von 1485 bis 1495.
Francesco Caza lebte 1492 als Schüler des Musiktheoretikers Franchino Gaffori in Mailand. Aus den Practica musicae des Letztgenannten übertrug Caza das 2. Buch in einer komprimierten Fassung in die italienische Sprache. In dem Traktat werden die Grundlagen der Mensuralnotation erläutert wie Notenwerte, Ligaturen, Pausen, Modus, Tempus und Prolatio, Imperfektion, Punkte, Alteration, Diminution und Synkopierung. Das einzig erhaltene Exemplar dieses Werkes trägt eine Widmung von Franchino Gaffori an Filippino Fiesco, den Kommandanten der herzoglichen Garde.